# マイト・ベビー
『マイト・ベビー』は、1993年10月21日にリリースされた山瀬まみの5枚目のオリジナル・アルバム。

## 概要
ソニーミュージックに移籍して初かつ唯一となるアルバム、山瀬も作詞に参加している。
「あ 不思議な気持ち」はシングルとして同時発売された。

## 収録曲
| #   | タイトル                         | 作詞     | 作曲     |
| --- | -------------------------------- | -------- | -------- |
| 1.  | 「本能が踊る」                   | まさごろ | 羽田一郎 |
| 2.  | 「オデアカサンドラ」             | 山瀬まみ | 羽田一郎 |
| 3.  | 「Rinse of Heaven」              | 山瀬まみ | 羽田一郎 |
| 4.  | 「窮屈で退屈」                   | まさごろ | 羽田一郎 |
| 5.  | 「夏,7月13日」                   | まさごろ | 羽田一郎 |
| 6.  | 「あ 不思議な気持ち」            | まさごろ | 羽田一郎 |
| 7.  | 「あなたとあなた〜toi et toi〜」 | 遠藤京子 | 遠藤京子 |
| 8.  | 「軽蔑」                         | 山瀬まみ | 羽田一郎 |
| 9.  | 「Go to PARADISE」               | 遠藤京子 | 遠藤京子 |
| 10. | 「犯罪の美学」                   | 山瀬まみ | 羽田一郎 |
| 11. | 「Blue Moon」                    | 山瀬まみ | 羽田一郎 |